# Pinner
Pinner – obszar w dzielnicy Borough of Harrow w północno-zachodnim Londynie, 12,2 mili na północny zachód od Charing Cross. 
Pinner pierwotnie był osadą, o której pierwsza wzmianka pochodzi z roku 1231. Obszar był w hrabstwie Middlesex do 1965 roku, kiedy to został wchłonięty przez Government Act Londyn 1963 w skład Greater London.

## Pinner - osoby związane
- 4 marca 1923 urodził się tu Patrick Moore.
- 25 marca 1947 urodził się tu Elton John.
- 6 marca 1881 urodziła się tu Horatia Nelson nieślubna córka lorda Horatio Nelsona.
- mieszkał tu słynny pilot RAF Brian Lane
- urodził się tu Charlie Dore, Tony Hatch, Smith Jo Durden i inni.